# عملية الثعلب البلاتيني
عملية الثعلب البلاتيني (بالألمانية: Unternehmen Platinfuchs) هو هجوم عسكري شنته القوات القوات الألمانية والفنلندية في 29 يونيو - 21 سبتمبر 1941 ضد ميناء مورمانسك السوفيتي خلال الحرب العالمية الثانية.